# Jürgen Partenheimer
Jürgen Partenheimer (München, 14 mei 1947) is een Duits beeldend kunstenaar. 
Jürgen Partenheimer leeft en werkt in Duitsland en Italië.

## Leven en werk
Hoewel het werk van Partenheimer binnen de traditie van het post minimalisme of de conceptuele abstracte kunst geplaatst kan worden, heeft het er een heel eigen plaats verworven. Dwars tegen alle hedendaagse kunstontwikkelingen in heeft zijn ‘metafysisch abstracte’ kunst zich ontwikkeld tot een onmiskenbaar persoonlijk universum, waarin tekeningen, schilderijen, sculpturen en kunstenaarsboeken hun plaats vinden.
Na zijn deelname aan de Biënnale van Parijs in 1980 was zijn werk onder andere te zien op de Biënnale van Venetië, in het Museum of Modern Art in New York, het Stedelijk Museum in Amsterdam, het Gemeentemuseum Den Haag in Den Haag, het IVAM in Valencia, de Fundació Joan Miró in Barcelona, de Kunsthalle in Bern, de Neue Nationalgalerie in Berlijn en het Museum Ludwig in Keulen.
In 1986 was hij te gast in het Museum van Hedendaagse Kunst in Gent voor de tentoonstelling 'Signaturen', in 2002 volgde in S.M.A.K. 'La Robe des choses' waarin hij de presentatie van zijn werk aan een nieuw onderzoek onderwierp. Sculpturen zoals zijn Weltachse werden er in nieuwe assemblages of gedemonteerd getoond, tekeningen en schilderijen in nieuwe reeksen of confrontaties samengebracht. Later volgden nog tentoonstellingen in de Pinacoteca del Estado de São Paulo, Museum Ostwall, Dortmund en de Staatliche Kunsthalle Karlsruhe.
Hij ontving de Orde van Verdienste van de Bondsrepubliek Duitsland, de enige orde van verdienste van Duitsland. Hij was eregast aan de Duitse Academie-Villa Massimo in Rome, Italië. Hij was kunstenaar in residentie in de Copan Building (Oscar Niemeyer), São Paulo, Brazilië, in het Nietzsche-Haus in Sils-Maria, Zwitserland, in de Nirox Foundation, Zuid-Afrika.
De “Copan-Tekeningen” en het “São Paulo Dagboek” werden tentoongesteld in de Villa Massimo te Rome en in de Pinacoteca Do Estado in São Paulo, Brazilië. Op uitnodiging van het Haus der Kunst, München ging hij hetzelfde jaar in een panelgesprek met Chris Dercon dieper in op zijn ervaringen in São Paulo. In 2008 richtten de IKON Gallery in Birmingham en het Kunstmuseum Bonn een omvangrijke overzichtstentoonstelling met werk van Partenheimer in. De samenwerking met componist Kevin Volans leidde er tot The Partenheimer Project waarvan de eerste uitvoering plaatsvond in Birminghams Perrott´s Folly.
Tussen 2009 en 2011 volgden in situ tentoonstellingen in Museum Chasa Jaura, Valchava, Kunsthalle zu Kiel, Mies van der Rohe Haus, Berlin en Nirox Project Space, Johannesburg.
In 2013 volgde het project “Schaustelle” in de Pinakothek der Moderne, München en het Museum Mobile, Ingolstadt. In 2014 ontving Partenheimer de Audain Distinguished Residency Award van de Emily Carr University of Art and Design (ECUAD), Vancouver. In januari 2014 opende de tentoonstelling “Das Archiv-The Archive” in de Pinakothek der Moderne, München, later in de Deichtorhallen-Sammlung Falckenberg, Hamburg, het Gemeentemuseum Den Haag en de Contemporary Art Gallery, Vancouver.
In 2017 werd hij uitgenodigd voor een tentoonstelling in White Cube Gallery, Londen, Lichtschwarm, waarin hij schilderijen, sculpturen, unieke keramiek en werken op papier uit de periode 1975-2017 toonde. Tijdens London, Sculpture in the City, 2016  werd Jürgen Partenheimers Axis Mundi/Weltachse geïnstalleerd in Cullum Street in het hart van het Financial District van Londen.

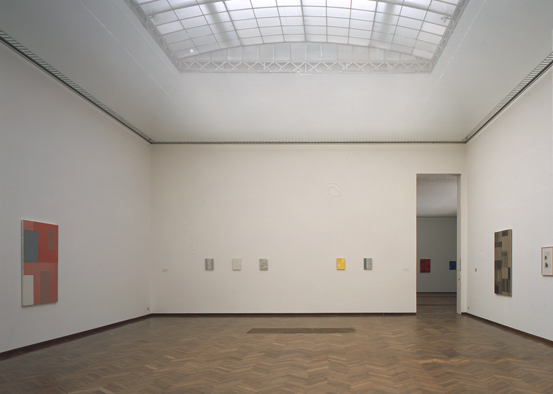
Jürgen Partenheimer, Stedelijk Museum Amsterdam, 1997
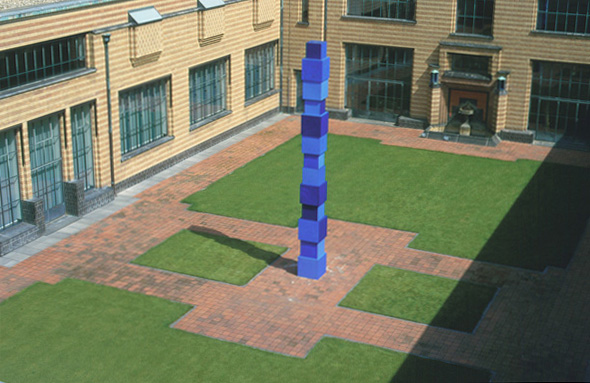
Jürgen Partenheimer, Weltachse V, installatie Gemeentemuseum Den Haag, 1999
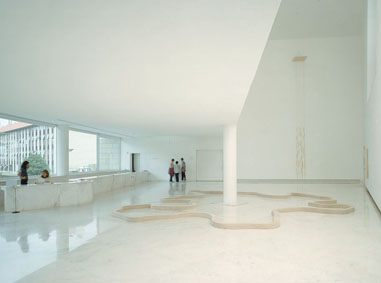
Jürgen Partenheimer, CGAC, Santiago de Compostella, 1999
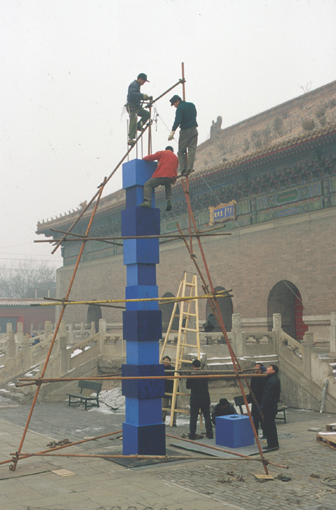
Jürgen Partenheimer, China National Museum of Fine Art, Peking, "World Axis", Imperial Archives, Verboden Stad, Peking, 2000
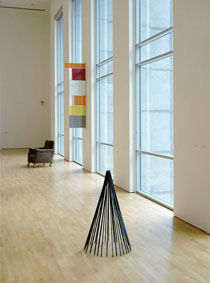
Jürgen Partenheimer, La robe des choses, S.M.A.K, 2002
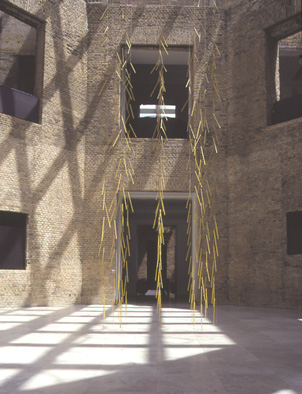
Jürgen Partenheimer, La caida del humo, São Paulo, 2004

## Kunstenaarsboeken
Ook het kunstenaarsboek is voor Partenheimer een bewust gekozen uitdrukkingsvorm. Het boek verbindt verschillende media en is zelf een medium. De kunstenaarsboeken van Partenheimer zijn opzichzelfstaande kunstwerken in boekvorm. Zij nemen heel verschillende vormen aan; van Irrawaddy en Die Fliegende Birke waarin het boek een vrijplaats is voor ideeën en er een losse, bijna schetsmatige manier van werken gehanteerd wordt, tot meer prestigieuze boekwerken als Giant Wall, Über den Irrtum en À la rêveuse matière waarin de relatie van tekst en beeld, het samengaan met literatuur geëxploreerd wordt. Deze boeken passen binnen een traditie van een boek als Mattisse's Jazz, meestal aangeduid als 'livre d'artiste', 'livre de peintre' of 'fine-press limited edition'.
'De slapende goden | Sueños y otras mentiras', een livre de peintre met gedichten van Cees Nooteboom en lithografieën van Jürgen Partenheimer, past in deze traditie. Het is een tweetalige uitgave waarin het minimalisme van Partenheimer subliem geplaatst wordt tegenover de meer barokke poëzie van Nooteboom. Tijdens zijn verblijf aan NIROX Foundation, Johannesburg, creëerde Jürgen Partenheimer het kunstenaarsboek Seeds & Tracks and Folded Spirits, met gedichten van de Zuid-Afrikaanse dichter Lebogang Mashile. Het boek werd uitgegeven door David Krut, Johannesburg / New York.
De kunstenaarsboeken van Partenheimer werden getoond in MOMA (New York), Villa Massimo (Rome) en in SLUB Dresden (catalogus), Pinakothek der Moderne, München en Gemeentemuseum Den Haag.

## Literatuur

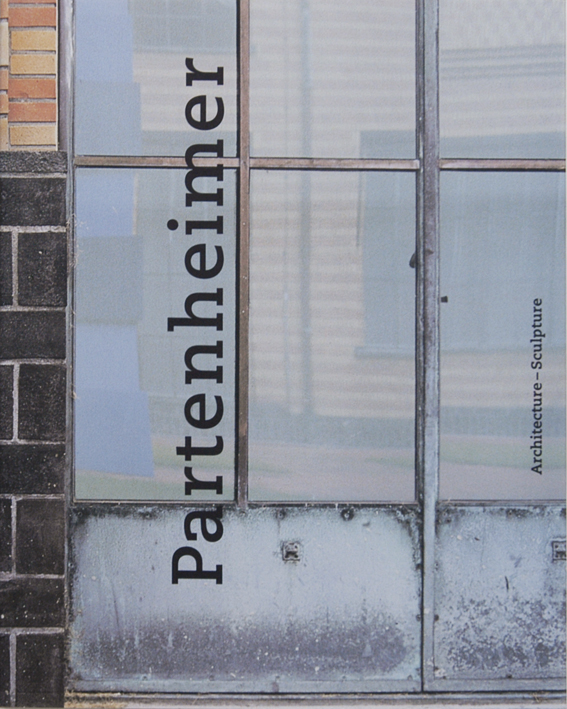
Jürgen Partenheimer, Architecture-Sculpture, Den Haag, 2000
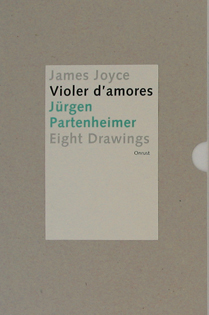
Jürgen Partenheimer, Violer d'amores, 2004, Onrust, Amsterdam
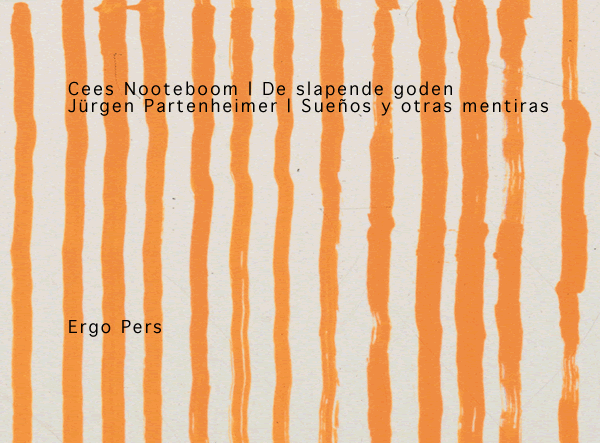
Jürgen Partenheimer, 'De slapende goden', met lithografieën van Jürgen Partenheimer en gedichten van Cees Nooteboom, Ergo Pers, 2005
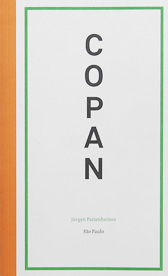
Jürgen Partenheimer, Copan - Diario Paulistano, 2006
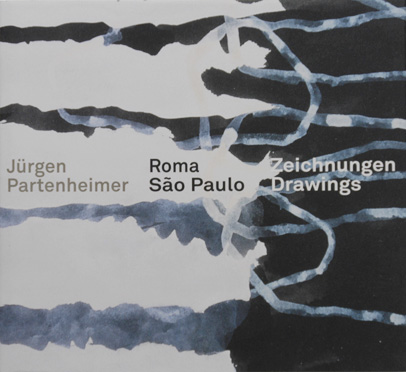
Jürgen Partenheimer, Roma - São Paulo, Staatliche Kunsthalle Karlsruhe, 2006
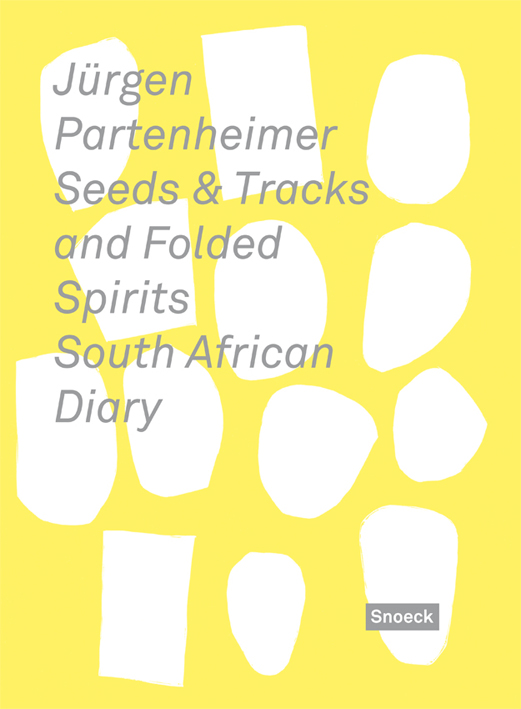
Jürgen Partenheimer, Folded Spirits. Snoeck, Köln, 2011
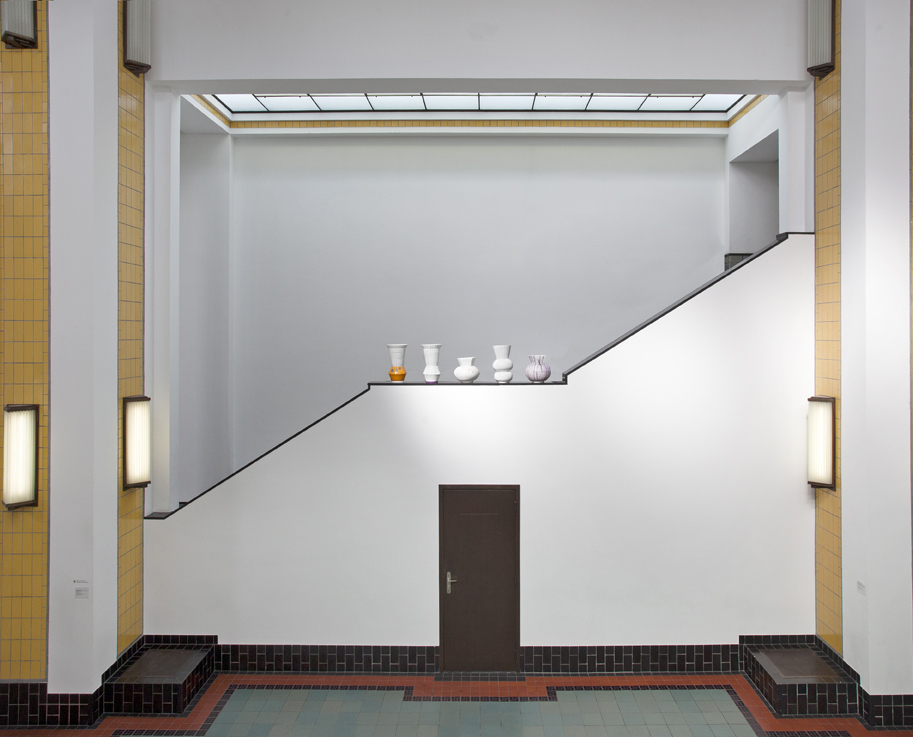
Jürgen Partenheimer, Het Archief. Gemeentemuseum Den Haag, 2014

## Tentoonstellingen
- 1979 - Richard Demarco Gallery, Edinburgh. "Vom Bild zum Gedankenbild"
- 1980 - Kunsthalle Düsseldorf. "Was sind Sie denn von Beruf?" (Cat.)
- 1980 - XI. Biennale Parijs. Musée d'Art Moderne de la Ville de Paris (Cat.)
- 1981 - XVI. Biennale São Paulo, Nukleus I (Cat.)
- 1981 - Galeria de Arte Moderna, Lissabon, "Arte International"
- 1981 - Stichting De Appel, Amsterdam
- 1982 - Franklin Furnace, New York, "Drawings and Books"
- 1982 - Artists Space, New York
- 1982 - Articule Gallery, Montreal, Canada, "Monument Morale"
- 1983 - Kunstraum München, "Der Weg der Nashörner" (Cat.)
- 1983 - Leo Castelli Uptown Gallery, New York
- 1984 - Kunstverein Freiburg, Schwarzes Kloster, "Der Umformer" (Cat.)
- 1985 - Nationalgalerie Berlin, "1945-1985 Kunst in der Bundesrepublik Deutschland" (Cat.)
- 1985 - Kunstmuseum Bern, "Das poetische ABC" (Cat.)
- 1985 - Galerie van Krimpen, Amsterdam
- 1986 - XLII. Biennale Venetië, Settore Arte Visivi (Cat.)
- 1986 - San Francisco Museum of Modern Art (Cat.)
- 1986 - Galerie Shimada, Yamaguchi, Japan
- 1986 - Galerie Wilma Lock, St. Gallen
- 1986 - Galerie Heike Curtze, Düsseldorf
- 1987 - Lorence Monk Gallery, New York
- 1987 - Galerie Onrust, Amsterdam (Cat.)
- 1988 - Nationalgalerie Berlin, "Verwandlung-Heimkehr" (Cat.)
- 1988 - Museum van Hedendaagse Kunst, Gent (Cat.)
- 1988 - Galerie Erhard Klein, Bonn (Cat.)
- 1988 - Galerie Hans Strelow, Düsseldorf
- 1989 - National Gallery of Art, Washington, "The 1980s" (Cat.)
- 1989 - Fundació Juan Miró, Barcelona, I Triennale der Zeichnung (Cat.)
- 1989 - Schloß Morsbroich; Kunstmuseum Düsseldorf; Kunstmuseum St. Gallen (Cat.)
- 1990 - Hamburger Kunsthalle "Vasts Apart" (Cat.)
- 1990 - Kunsthalle Köln, "Individuelle Positionen" (Cat.)
- 1900 - Galerie Onrust, Amsterdam
- 1991 - Neues Museum Weserburg, Bremen (Cat.)
- 1991 - Dorothy Goldeen Gallery, Los Angeles
- 1991 - Museum of Fine Art, Houston
- 1992 - National Gallery of Art, Washington (Cat.)
- 1992 - Museum Ludwig, Keulen
- 1992 - Elba Benitez Galerie, Madrid
- 1993 - Gemeentemuseum Den Haag, "Horos" (Cat.)
- 1993 - Städelsches Kunstinstitut, Frankfurt, "Narrow Gates" (Cat.)
- 1993 - The Grolier Club, New York (Cat.)
- 1994 - The Museum of Modern Art, New York (Cat.)
- 1994 - Museum of Fine Arts, Santa Fe, New Mexico (Cat.)
- 1994 - Staatliche Graphische Sammlung München; Kunstmuseum Bonn (Cat.)
- 1995 - MAC Museo de Arte Contemporaneo, Madrid (Cat.)
- 1996 - Museum Davidsturm, Jerusalem (Cat.)
- 1997 - Stedelijk Museum Amsterdam, "Cantos" (Cat.)
- 1997 - Singapore Art Museum, Singapore, "German Art" (Cat.)
- 1998 - IVAM Centre Julio Gonzalez, Valencia (Cat.)
- 1998 - Staatliche Kunsthalle Karlsruhe (Cat.)
- 1998 - Contemporary Art Museum, Tampa, Florida (Cat.)
- 1999 - CGAC Centro Galego de Arte Contemporanea, Santiago de Compostela (Cat.)
- 2000 - National Museum of Fine Arts, Peking (Cat.)
- 2000 - Fundaçao Centro Cultural de Belém, Lissabon (Cat.)
- 2001 - Galerie Wilma Lock, St. Gallen
- 2002 - S.M.A.K. Stedelijk Museum voor Aktuele Kunst, Gent, België (Cat.)
- 2003 - Galerie Hans Strelow, Düsseldorf
- 2003 - Häusler Contemporary, München
- 2004 - Pinacoteca del Estado São Paulo, Brazilië, "Suave Locoura" (Cat.)
- 2004 - Museum am Ostwall, Dortmund, "Gentle Madness" (Cat.)
- 2004 - Royal Hibernian Academy, Dublin (Cat.)
- 2005 - SLUB Dresden, "Künstlerbücher / Artists books" (Cat.)
- 2006 - Staatliche Kunsthalle Karlsruhe (Cat.)
- 2006 - Galerie Onrust, Amsterdam
- 2006 - Galerie Hans Strelow, Düsseldorf
- 2006 - Staatliche Kunsthalle Karlsruhe, Germany "Roma - São Paulo" (Cat.)
- 2007 - Pinacoteca Do Estado, São Paulo, "Copan-Diario Paulistano" (Cat.)
- 2007 - Nietzsche-House, Sils-Maria, "Metaphysical landcsape" (Cat.)
- 2008 - Ikon Gallery Birmingham, "Discontinuity, Paradox & Precison" (Cat.)
- 2008 - Kunstmuseum Bonn (Cat.)
- 2009 - Museum Chasa Jaura, Valchava, "mimesis" (Cat.)
- 2009 - Kunsthalle zu Kiel, "Xenia"
- 2011 - Mies van der Rohe Haus, Berlin
- 2014 - Pinakothek der Moderne, München, "Das Archiv" (Cat.)
- 2014 - Deichtorhallen-Sammlung Falckenberg, Hamburg "Das Archiv - Le bouleau voulant" (Cat.)
- 2014 - Gemeentemuseum Den Haag, "Het Archief" (Cat.)
- 2014 - Contemporary Art Gallery, Vancouver "The Archive - The Raven Diaries" (Cat.)
- 2015 - Musée Ariana, Genf, Genève, Geneva. "Jürgen Partenheimer: Calliope" (cat.)
- 2017 - White Cube, London, Jürgen Partenheimer, Lichtschwarm (cat.) [1][2]

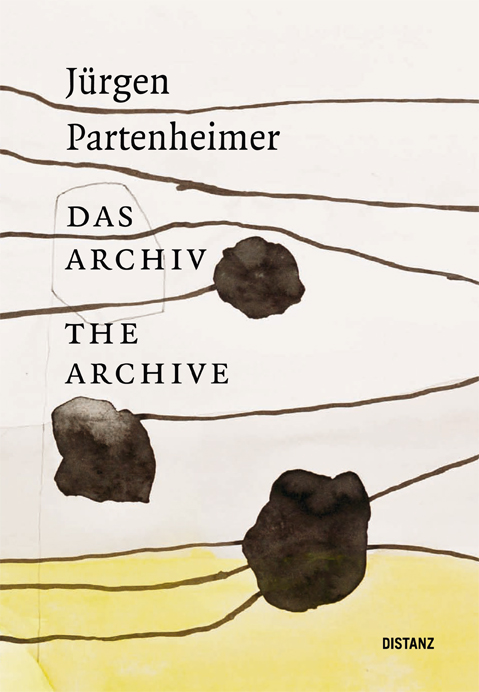
Jürgen Partenheimer, Das Archiv – The Archive, Distanz Verlag Berlin, 2014